# Grammaire universelle
 (mars 2009).
Si vous disposez d'ouvrages ou d'articles de référence ou si vous connaissez des sites web de qualité traitant du thème abordé ici, merci de compléter l'article en donnant les références utiles à sa vérifiabilité et en les liant à la section « Notes et références ».
 (octobre 2013).
La grammaire universelle, développée essentiellement par Noam Chomsky, défend la thèse selon laquelle il existe une grammaire universelle innée, qui serait le domaine de compétences spécifiques à notre espèce, ou encore, notre capacité cognitive propre. La grammaire universelle est une théorie formulée par le linguiste américain, Noam Chomsky. Il a dit que la grammaire universelle est un ensemble de règles générales de grammaire et que les êtres humains sont nés avec une capacité innée d'acquérir leurs connaissances linguistiques. La grammaire générative est un ensemble de règles qui permet à quelqu'un de comprendre la phrase. Les locuteurs déterminent les différences entre la phrase bien formée contre la phrase mal formée  dans cette langue. La pauvreté du stimulus est l'autre terminologie par Chomsky. La pauvreté de stimulus est une relation que les enfants n’exposent pas assez de stimuli dans son environnement d’obtenir tous les aspects linguistiques et grammaticales[incompréhensible].

## Argumentaire
Cette théorie a pour but de s'appliquer à n'importe quel langage humain, que ce soit sous sa forme écrite ou verbale. L'origine de cette conception, reconnue par Chomsky, réside dans la Grammaire générale et raisonnée contenant les fondemens de l'art de parler, expliqués d'une manière claire et naturelle de Port-Royal, contrepartie de la Logique ou l'art de penser. La grammaire de Montague, une sémantique appliquée directement aux langages naturels développée par Richard Montague, est un autre exemple d'une telle grammaire universelle. Toutefois, l'approche de Montague et de Chomsky s'opposent radicalement : selon Montague, la sémantique fait partie de la logique, et non de la psychologie, et il n'est pas nécessaire qu'une règle syntaxique ou qu'une règle d'interprétation sémantique puisse être plausiblement imputable, comme chez Chomsky, à un locuteur.
Chomsky, dans son ouvrage Le Langage et la Pensée, fait l'hypothèse de ce qu’il appelle des « universels linguistiques », c’est-à-dire des structures communes à toutes les langues, inhérentes à l’esprit humain et à l’apprentissage du langage chez l’enfant.
Comment en arrive-t-il à cette affirmation ? En disant qu’on en a besoin pour expliquer le fait que les enfants sont capables d’apprendre une langue qui a une grammaire complexe en un laps de temps relativement court, et en se basant sur des données limitées. On ne peut en rendre compte par l’hypothèse des essais et erreurs ; donc, il ne reste plus, selon Chomsky, que son hypothèse : tout se passe comme si nous étions prédisposés à apprendre une grammaire qui comporte ce genre de règles, et comme si cette connaissance était par conséquent déjà inscrite dans la structure de la faculté du langage.
On voit donc ici que la grammaire universelle est, pour Chomsky, l’hypothèse la plus explicative de l’apprentissage de la langue. Elle en rend compte : c’est donc qu’elle doit exister. Il existe bien des points communs à toute langue, et même, une structure universelle de la langue (plus précisément, du langage), et donc, de l’esprit humain lui-même.

## La théorie de Chomsky
La grammaire universelle signifie une série de règles, des principales et des paramètres de grammaire. B.F Skinner prend le béhavioriste perspectif de l'acquisition du langage, pour établir l'approche du comportement verbal. Skinner a dit que les enfants sont conditionnés renforcer certains mots avec leur sens associés. En manipulant l'environnement physique, nous pouvions prédire et contrôler le comportement verbal . Cependant, Chomsky argue que toutes les choses comme les langues ne peuvent pas être apprises[incompréhensible]. Chomsky indique que les enfants sont nés avec la connaissance innée formée par les structures et fonctions existantes dans le cerveau humain qui prédispose les enfants à développer la grammaire et la linguistique. En conséquence, les enfants peuvent acquérir une langue très rapidement et le traitement du langage est en continu. 

## Critiques
Cette théorie nativiste, développée par Chomsky, est opposable au constructivisme, notamment grâce à l'apport de Jean Piaget sur les modes d'acquisition du langage chez les enfants, et au comportementalisme. 
Leurs arguments sont, entre autres, la non-spécialisation des structures d'apprentissage ou une part plus importante dans le rôle des stimuli externes ou des imitations (cas notamment des « enfants sauvages », cf. apprentissage). L'imitation joue un rôle clé. La durée d'exposition au langage est  d'environ 10 heures par jour, soit entre 0 et 7 ans plus de 20 000 heures, pour un vocabulaire de base moyen d'environ 2 000 mots et des structures grammaticales de base relativement simples.
L'ensemble de ces théories, récusant l'existence d'un dispositif d'acquisition innée du langage, fut largement contredit par la psychologie cognitive et la neurobiologie (analyse de la structure innée de l'aire de Wernicke et de l'aire de Broca). La théorie pragmatique de Dewey intègre cet innéisme au constructivisme, en soutenant une co-évolution de l'organisme et des apprentissages sociaux.
Le linguiste Geoffrey Sampson (en) croit que la théorie de la grammaire universelle est infalsifiable.